# شريحة ذاكرة
شريحة الذاكرة (بالإنجليزية: Memory Card)‏ هي ذاكرة وميضية إلكترونية صلبة لتخزين البيانات. تستعمل في آلات التصوير الرقمية، وأجهزة الحاسوب المحمولة، والهواتف، والمشغلات الموسيقية، وأنظمة ألعاب الفيديو، والعديد من الأجهزة الإلكترونية الأخرى. للبطاقات قدرة عالية على إعادة التخزين والحفظ، وهي أدوات تخزين لا تحتاج للطاقة كي تواصل الحفظ، وهي صغيرة الشكل. لقد اقترح بأن تكون بطاقات الفلاش بديلة محتملة للقرص المرن، بالرغم من أن ذاكرة الفلاش يو إس بي، التي تعمل تقريباً في أيّ حاسوب ذي منفذ يو إس بي، تقوم بهذا الدور الآن.

## أنواع شريحة الذاكرة
Memory Stick Duo: وهي إحدى أنواع الذاكرات الومضية القابلة للتبديل، طورتها شركة سوني وتعتمد على مبدأ ذواكر الـ Memory Stick. يبلغ قياسها 20 ملم × 31 ملم. أكبر سعة وصلت إليها هي 8 غيغا بايت.
Memory Stick Micro - M2: وهي إحدى أنواع الذاكرات الومضية القابلة للتبديل، طورتها شركة سوني وأحياناً تسمى M2. يبلغ قياسها 13 ملم × 15 ملم ويمكن استخدامها في مدخل مخصص لذاكرة أكبر من خلال استعمال المبدل (Adapter). أكبر سعة وصلت إليها الـ M2 هي 16 غيغا بايت وذلك حتى منتصف عام 2009.
Memory Stick Pro Duo: وهي إحدى أنواع الذاكرات الومضية القابلة للتبديل، طورتها شركة سوني وتعتمد على مبدئ ذواكر الـ Memory Stick. يتيح هذا الإصدار المطور سعات أكبر وسرعة أكبر في تبادل المعلومات. يبلغ قياسها 20 ملم × 31 ملم وأعلى سعة وصلت إليها هي 16 غيغا بايت وذلك حتى منتصف عام 2009.
شريحة الوسائط المتعددة MMC: وهي إحدى أنواع الذاكرات الومضية القابلة للتبديل، طرحت عام 1997 بعد أن طورتها سانديسك وسيمنس وإنفينون. يبلغ قياسها 24 ملم × 32 ملم × 1.5 ملم وبذلك فهي مساوية لقياس الإس دي إلا أنها أرق منها بقليل، لذا فالأجهزة المصممة للتعامل مع الـ إس دي تستطيع التعامل مع الـ MMC لكن العكس ليس صحيح. لم تعد ذواكر الـ MMC والـ RS MMC شائعة بعد انتشار الـ microSD والـ microSDHC، وأكبر سعة وصلت إليها الـ MMC هي 8 غيغا بايت.
RS MMC: وهي إحدى أنواع الذاكرات الومضية القابلة للتبديل، يبلغ قياسها 24 ملم × 18 ملم ولذلك سميت بالـ MMC المصغرة، ويمكنها العمل مع الأجهزة التي تقبل MMC باستعمال المبدل. لم تعد ذواكر الـ MMC والـ RS MMC شائعة الاستخدام بعد انتشار الـ microSD والـ microSDHC. وأعلى سعة وصلت إليها هي 4 غيغا بايت.
MMC Micro: وهي إحدى أنواع الذاكرات الومضية القابلة للتبديل، تعرف أيضاً بـ S-CARD، طورتها سامسونغ من أجل استعمالها في الجوالات الحديثة، أهم ماتميزت به هو الحجم الصغير 14 ملم × 12 ملم بسماكة 1.1 ملم والسرعة الفائقة بنقل البيانات، أكبر سرعة وصلت لها هي 2 غيغا بايت.
اس دي: وهي إحدى أنواع الذاكرات الومضية القابلة للتبديل، يبلغ قياسها 24 ملم × 32 ملم × 2.1 ملم. وهي بنفس قياس الـ MMC لكنها أثخن، لذا فمعظم الأجهزة التي تقبل ذاكرة الإس دي تقبل أيضاً ذاكرة الـ MMC لكن العكس ليس صحيح، لم تعد ذواكر الإس ديشائعة الاستخدام بعد انتشار الـ microSD والـ microSDHC. وأعلى سعة وصلت إليها هي 4 غيغا بايت.
SDHC: وهي إحدى أنواع الذاكرات الومضية القابلة للتبديل، يبلغ قياسها 24 × 32 × 2.1 ملم. تؤمن سعات تتراوح من 4 وحتى 32 غيغا بايت مع ثلاث سرعات ممكنة لنقل البيانات وهي 2 أو 4 أو 6 ميغا بايت بالثانية.
MiniSD: وهي إحدى أنواع الذاكرات الومضية القابلة للتبديل، تعتمد على مبدئ ذواكر الـ أس دي، يبلغ قياسها 20 ملم × 22 ملم. أكبر سعة وصلت إليها الـ microSDHC هي 2 غيغا بايت.
MiniSDHC: وهي إحدى أنواع الذاكرات الومضية القابلة للتبديل، تعتمد على مبدئ ذواكر الـ SD، ويبلغ قياسها 20 ملم × 22 ملم. تستطيع الجوالات المصممة للعمل مع الـ miniSDHC أن تقبل ذواكر الـ miniSD أيضاً، أما الجوالات المصممة للـ miniSD فلا تقبل غيرها. أكبر سعة وصلت إليها الـ miniSDHC هي 8 غيغا بايت.
MicroSD: وهي إحدى أنواع الذاكرات الومضية القابلة للتبديل، قياسها أصغر من الـ miniSD، تعتمد على مبدئ ذواكر الـأس ديويبلغ قياسها 11 ملم × 15 ملم مما يجعلها مثالية بالنسبة للجوالات، أكبر سعة وصلت إليها الـ microSD هي 32 غيغا بايت وذلك حتى نهاية عام 2009.
MicroSDHC: وهي إحدى أنواع الذاكرات الومضية القابلة للتبديل، تعتمد على مبدئ ذواكر الـ SD، ويبلغ قياسها 11 ملم × 15 ملم. مما يجعلها مثالية للجوالات، تستطيع الجوالات المصممة للعمل مع الـ microSDHC أن تقبل ذواكر الـ microSD أيضاً، أما الجوالات المصممة للـ microSD فلا تقبل غيرها. أكبر سعة وصلت إليها الـ microSDHC هي 16 غيغا بايت وذلك حتى منتصف عام 2009.

## سرعة القراءة والكتابة
تختلف سرعة القراءة والكتابة على شريحة الذاكرة، وقد بدأ العمل بهذه التقنية حديثا مع بداية التطور التكنولوجي، ويمكن تعريف سرعة قراءة شريحة الذاكرة على أنها المدة التي سيستغرقها نظام ما لقراءة محتويات شريحة الذاكرة، وتختلف حسب جودة البطاقة.
أما سرعة الكتابة في شريحة الذاكرة وهي المدة التي سيستغرقها المحتوي للدخول لشريحة الذاكرة، ويتم تحديد ذلك عبر رموز تأتي مرفقة على ظهر الشريحة غالبا، والحديثة بشكل خاص، وتنقسم إلى خمس أنواع.
- فئة 2: وتتمحور في استقبال 2 ميجابايت في الثانية.
- فئة 4: وتتمثل في استقبال 4 ميجابايت في الثانية.
- فئة 6: وهي استقبال 6 ميجابايت في الثانية.
- فئة 10: وهي الأفضل للمستخدم بحيث يمكن الكتابة على شريحة الذاكرة بسرعة تصل ل 10 ميجابايت في الثانية.[4]